# Paul Bulß
Paul Bulß (19. Dezember 1847 auf dem Rittergut Birkholz, Landkreis Westprignitz – 19. März 1902 in Temesvar) war ein deutscher Opernsänger (Bariton).

## Leben
Bulß, Sohn eines Rittergutbesitzers, wurde von seinem Gesangslehrer Ferdinand Möhring am Neuruppiner Gymnasium entdeckt. Je mehr sich Bulß Stimme entwickelte, desto größere Neigung empfand er für die Gesangskunst und entschloss sich der Bühnenkarriere zu widmen. Bevor er jedoch den ersten entscheidenden Schritt auf die Bretter trat, nahm er zuerst Unterricht bei Eduard Mantius und Professor Gustav Engel in Berlin und später bei Emil Götze in Leipzig.
Von so trefflichen Meister ausgebildet, wagte er 1866 sein erstes Debüt als „Zar“ in Zar und Zimmermann am Stadttheater in Lübeck. Er gefiel und blieb anderthalb Jahre in dem Verband dieses Institutes, wo er sich die nötige Bühnenroutine aneignete, und ihm auch Gelegenheit gegeben wurde, sich ein kleines Repertoire zu schaffen. Dann kam für je eine Saison nach Lübeck und Köln, bevor er ans Hoftheater in Kassel wechselte, wo er fünf Jahre in erster Stellung künstlerisch tätig war, sein Repertoire erweiterte und bereits zu den Stützen des Instituts zählte. Von Kassel aus trat er im Leipziger Gewandhause auf uns sein erstes Debüt als Konzertsänger fiel so günstig aus, dass ihm seither zahlreiche Konzerteinladungen von nah und fern zuteilwurden.
Nachdem er noch einige erfolgreiche Gastspiele (Herbst 1875 auch in Dresden) absolviert hatte, debütierte er am 1. August 1876 als „Fliegender Holländer“ am Hoftheater von Dresden, und verstand es, sich daselbst nicht nur in die Gunst des Publikums zu singen, sondern auch die Anerkennung des Königs Albert von Sachsen zu erringen, der ihn schon nach dreijähriger Wirksamkeit zum Königlichen Kammersänger ernannte.
Schon während seiner Tätigkeit in Dresden hatte er wiederholt Gelegenheit, unter den größten Ovationen am Hoftheater in Berlin zu gastieren. Immer wieder erhielt er Engagementanträge dahin, bis er endlich im Jahre 1889 diesen verlockenden Rufen Folge leistete und in den Verband des Königlichen Opernhauses in Berlin trat.
Aus der längeren Reihe seiner hervorragenden Leistungen wie „Luna“, „Hans Heiling“, „Fra Diavolo“, „Don Juan“, „Troubadour“, „Holländer“, „Wolfram“ etc. seien vor allem zwei Rollen erwähnt, die Bulß kreiert hat, und zwar „Tonio“ in Ruggero Leoncavallos Bajazzo und „Don Quichote“ in der gleichnamigen Oper von Wilhelm Kienzl.
Gastspielreisen führten ihn nach Österreich, Holland, in die Schweiz, Russland, Dänemark, Schweden und Norwegen. Auf einer Konzertreise durch Ungarn begriffen, starb er an den Folgen einer Lungenentzündung, die er sich auf der Fahrt durch eine Erkältung zugezogen hatte.

### Familie
Bulß war mit Olga Eva Dirut (1852–1906) verheiratet. Die Pädagogin und Sozialpolitikerin Helene Glaue (1876–1967) ist ihre Tochter.